# 룰라 케밥
룰라 케밥(아르메니아어: լուլա քյաբաբ 룰라 캬바브, 아제르바이잔어: lülə kabab 륄래 카바브)은 남캅카스의 다진 고기 케밥이다.

## 이름
아르메니아어 "룰라(լուլա)"와 아제르바이잔어 "륄래(lülə)"의 어원은 "관(管), 대롱"을 뜻하는 페르시아어 "룰레(لوله)"이며, "케밥"을 뜻하는 아르메니아어 "캬바브(քյաբաբ)"와 아제르바이잔어 "카바프(kabab)"의 어원은 아랍어 "카밥(كباب)"이다.

## 만들기
다진 양고기에 양파, 양꼬리지방, 소금, 후추 등을 넣어 섞고 잘 뭉쳐 꼬챙이에 꿴 다음 망갈 방식으로 굽는다. 라바시와 함께 낸다.

## 사진

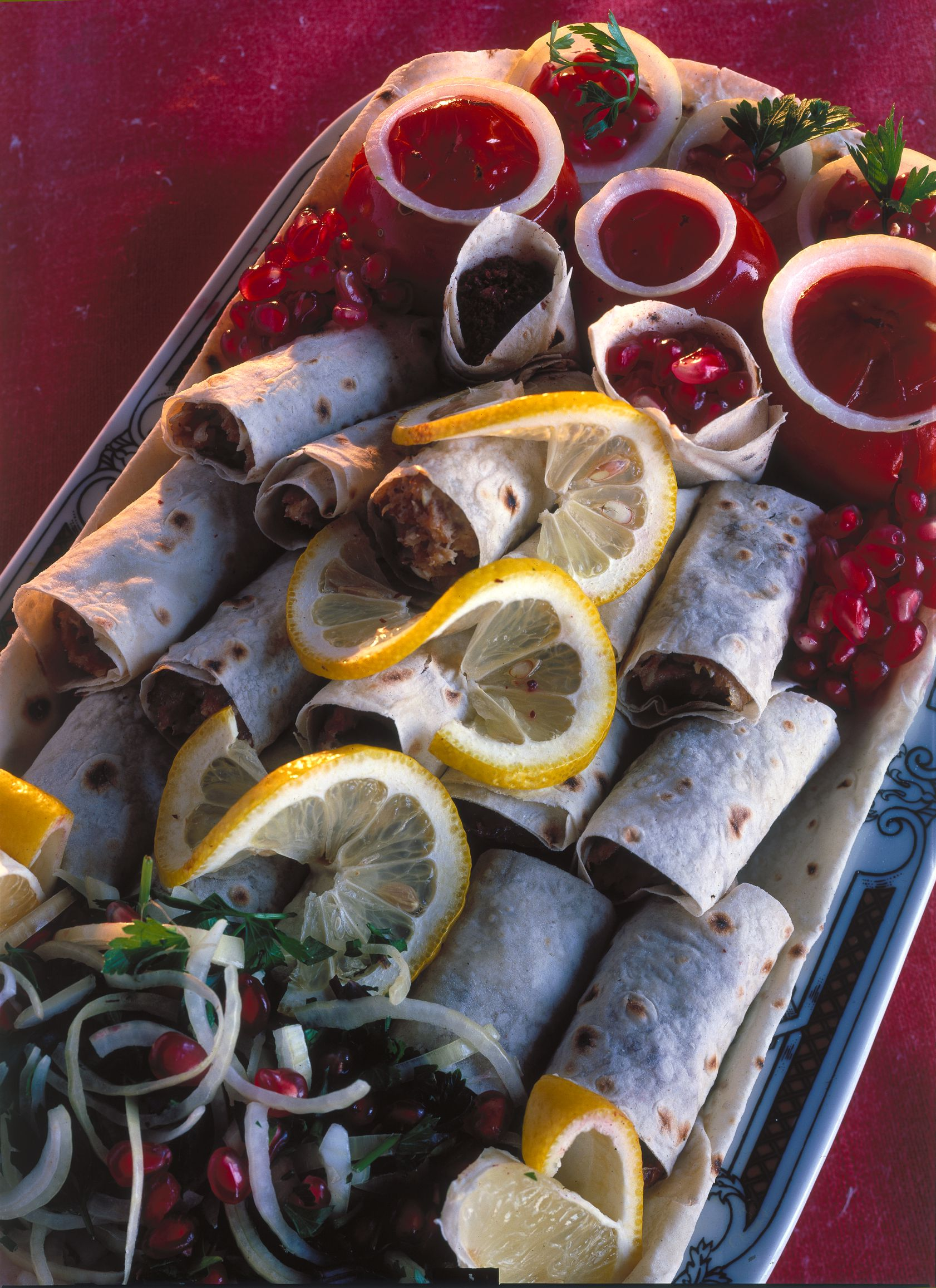
륄래 카바프
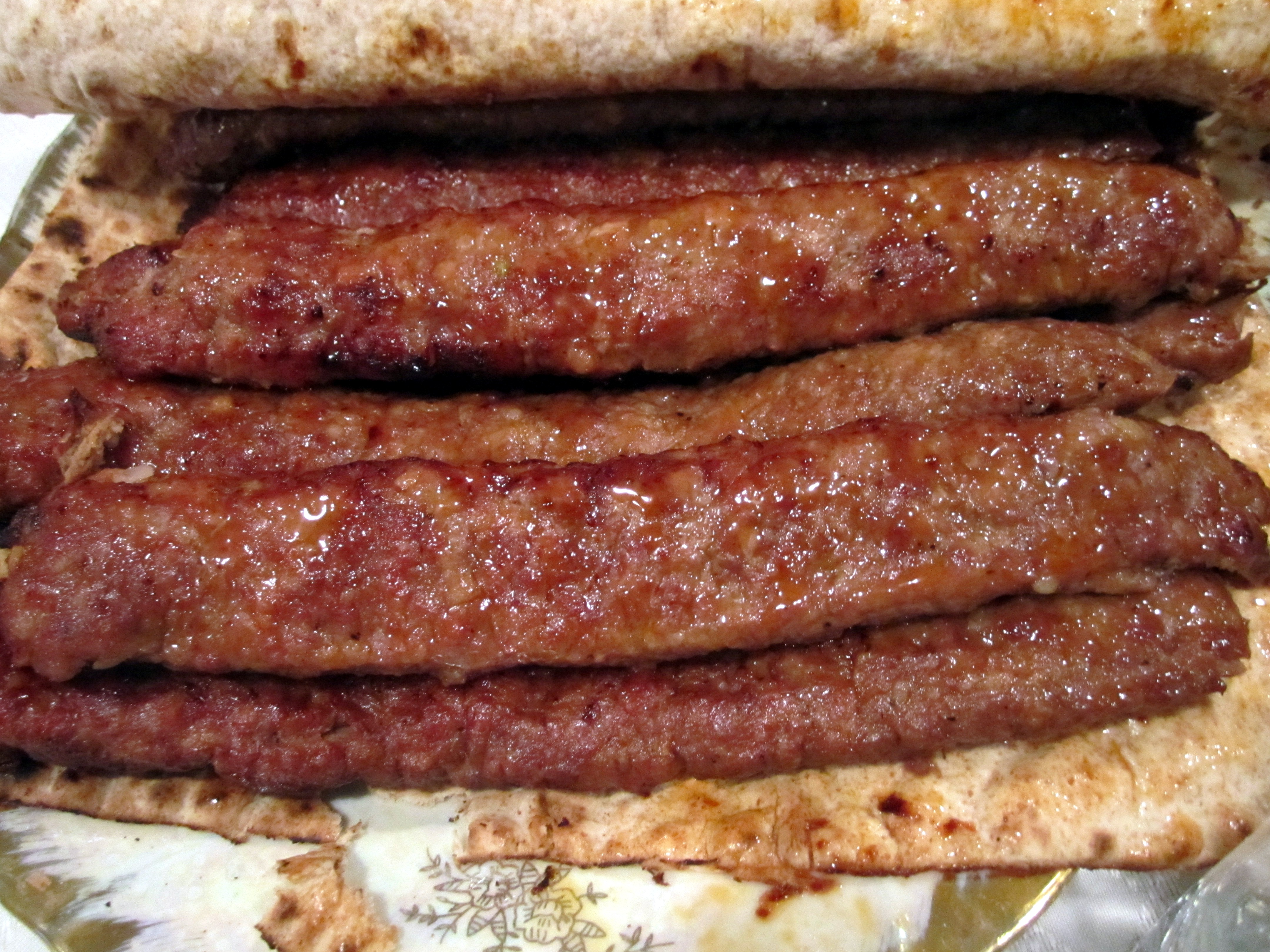
룰라 캬바브

## 같이 보기
- 시시 쾨프테
- 시크 케밥
- 아다나 케밥
- 쿠비데 케밥